# Un condannato a morte è fuggito
Un condannato a morte è fuggito (Un condamné à mort s'est échappé, sottotitolo: Le vent souffle où il veut) è un film del 1956 diretto da Robert Bresson, tratto dal racconto autobiografico di André Devigny pubblicato ne Le Figaro Littéraire, vincitore del premio per la miglior regia al Festival di Cannes 1957.

## Trama
Il film è ambientato in Francia, al tempo della dominazione nazista, durante la seconda guerra mondiale.
Fontaine, un membro della resistenza francese condannato a morte, è condotto in una cella di 3x2 metri. Servendosi di quel poco che ha (un cucchiaio, un lapis, la coperta, il filo di ferro della rete del letto), organizza pazientemente la fuga, pur sapendo che l'attende il plotone d'esecuzione e che ogni giorno potrebbe essere l'ultimo.
Quando tutto è pronto, gli viene dato un compagno di cella. È Jost, un ragazzo vestito per metà da francese e per metà da tedesco: forse un partigiano, forse una spia. Ma a Fontaine non resta che fidarsi e realizzare la sua fuga notturna insieme a lui.

## Riconoscimenti
Il film ha vinto il premio per la miglior regia al Festival di Cannes 1957.
Nel 1957 il National Board of Review of Motion Pictures l'ha inserito nella lista dei migliori film stranieri dell'anno.